# Istituto ricerche economiche e sociali
L'Istituto di ricerche economiche e sociali (IRES) è stato un istituto fondato dalla Cgil
nel 1979, che si è occupato principalmente di studiare il mondo del lavoro e dei suoi cambiamenti. Ha svolto attività di progettazione, analisi e ricerca e produzione editoriale fino al 3 giugno 2013. L'istituto è successivamente confluito nell'Associazione Bruno Trentin-Isf-Ires. Dal 1º settembre 2015 il patrimonio dell'Associazione Bruno-Trentin-Ires è confluito nella Fondazione Giuseppe Di Vittorio.

## Storia
Nel 1979 Vittorio Foa, Bruno Trentin e Luciano Lama fondavano l'IRES, istituto di ricerche economiche e sociali della Cgil. Giuliano Amato è stato il primo presidente. Nel 1988 l'IRES si costituì in associazione. Pur rimanendo collegata alla Cgil, l'istituto acquistò di conseguenza autonomia sotto il profilo scientifico.
Il 2 dicembre 2009 l'IRES ha festeggiato il trentennale, ripercorrendo, attraverso le testimonianze di alcune personalità del mondo sindacale e scientifico, i passaggi più rilevanti della storia dell'istituto. 

L'ultimo presidente dell'istituto è stato Raffaele Minelli.

## Organizzazione
Le attività di ricerca erano ripartite in base alle aree di ricerca in cui era organizzato l'istituto:
- mercato del lavoro
- relazioni industriali
- welfare e diritti di cittadinanza
- sviluppo locale e politica industriale
- ambiente e territorio

Allo scopo di favorire ed intensificare il confronto fra tutte le aree dell'IRES intorno ad alcuni temi di particolare attualità, erano altresì presenti sette osservatori all'interno dell'istituto, che si occupavano dei seguenti argomenti:
- lavoro sommerso e legalità
- energia e innovazione
- immigrazione
- lavoro atipico
- lavoro minorile e dispersione scolastica e formativa
- salari e distribuzione del reddito
- salute e sicurezza

## Centro documentazione
All'interno dell'istituto era presente un centro di documentazione informatizzato, aperto al pubblico, con oltre alle pubblicazioni dell'IRES, testi e riviste scientifiche italiani e stranieri in materia socio-economica e sindacale.

## Omologhi a livello regionale
IRES Abruzzo

IRES Basilicata

IRES Campania

IRES Emilia-Romagna

IRES Friuli Venezia Giulia

IRES Marche

IRES Piemonte "Lucia Morosini"

IRES Toscana

IRES Veneto